# Unione Sportiva Crotone 1972-1973
Questa voce raccoglie le informazioni riguardanti l'Unione Sportiva Crotone nelle competizioni ufficiali della stagione 1972-1973.

## Rosa
| N. |                   | Ruolo | Calciatore           |
| -- | ----------------- | ----- | -------------------- |
|    | Italia (bandiera) | D     | Albino Barbuto       |
|    | Italia (bandiera) | C     | Emilio Barone        |
|    | Italia (bandiera) | D     | Roberto Capiotto     |
|    | Italia (bandiera) | A     | Giuseppe Cavallaro   |
|    | Italia (bandiera) | A     | Vincenzo Damiano     |
|    | Italia (bandiera) | A     | Roberto Della Pietra |
|    | Italia (bandiera) | D     | Luigi Faggiani       |
|    | Italia (bandiera) | C     | Rolando Gramoglia    |
|    | Italia (bandiera) | C     | Fedele Gualandri     |
|    | Italia (bandiera) | P     | Pasquale Macrì       |
|    | Italia (bandiera) | A     | Gaetano Montenegro   |
|    | Italia (bandiera) | D     | Nicola Pantisano     |
|    | Italia (bandiera) | C     | Pasquale Pesce       |
|    | Italia (bandiera) |       | Piccolo              |

| N. |                   | Ruolo | Calciatore            |
| -- | ----------------- | ----- | --------------------- |
|    | Italia (bandiera) | D     | Domenico Puja         |
|    | Italia (bandiera) | D     | Oscar Righetti        |
|    | Italia (bandiera) | A     | Gianluigi Rizzi       |
|    | Italia (bandiera) | C     | Antonio Rocca         |
|    | Italia (bandiera) | P     | Elio Romeo            |
|    | Italia (bandiera) |       | Russano               |
|    | Italia (bandiera) | C     | Antonio Russo Martino |
|    | Italia (bandiera) | D     | Michele Salvato       |
|    | Italia (bandiera) | D     | Luigi Sanzone         |
|    | Italia (bandiera) |       | Sisca                 |
|    | Italia (bandiera) | A     | Bruno Tozzi           |
|    | Italia (bandiera) | P     | Doriano Vannoni       |
|    | Italia (bandiera) | C     | Piernicola Virgili    |